# Президент Зімбабве
Президент Зімбабве — голова держави Зімбабве.

## Перелік президентів
Подано список президентів Зімбабве від моменту здобуття незалежності 1980 року дотепер.
|  | № | Термін президентства                   | Фото | Ім'я               | Політична партія |
|  | - | -------------------------------------- | ---- | ------------------ | ---------------- |
|  | 1 | 18 квітня 1980 — 31 грудня 1987        |      | Канаан Банана      | ZANU             |
|  | 2 | від 31 грудня 1987 — 21 листопада 2017 |      | Роберт Мугабе      | ZANU — PF        |
|  | 3 | 24 листопада 2017                      |      | Еммерсон Мнангагва |                  |

## Тривалість термінів
| Номер | Президент     | Час на посаді      |
| ----- | ------------- | ------------------ |
| 1     | Роберт Мугабе | 29 років, 325 днів |
| 2     | Канаан Банана | 7 років, 257 днів  |